# Lista över regionråd i Region Stockholm
Det här är en lista över regionråd/landstingsråd i Region Stockholm genom tiderna. Landstingsråden i styre har alltid föredragningsansvar medan oppositionslandstingsråden inte har det.

## 2002-2006
10,5 landstingsråd.
6,5 med föredragningsskyldighet: 5 s, 1 v, 0,5 mp
4 utan föredragningsskyldighet: 2 m, 1,5 l, 0,5 kd
| Namn | Namn | Namn                  | Politisk tillhörighet | Titel                                                                                 | Ämbetsperiod                    |
| ---- | ---- | --------------------- | --------------------- | ------------------------------------------------------------------------------------- | ------------------------------- |
|      |      | Ingela Nylund Watz    | Socialdemokraterna    | Finanslandstingsråd Landstingsstyrelsens ordförande                                   | 5 november 2002–6 november 2006 |
|      |      | Dag Larsson           | Socialdemokraterna    | Fastighets- och investeringslandstingsråd Landstingsstyrelsens förste vice ordförande | 5 november 2002–6 november 2006 |
|      |      | Inger Ros             | Socialdemokraterna    | Sjukvårdslandstingsråd                                                                | 5 november 2002–6 november 2006 |
|      |      | Anna Berger Kettner   | Socialdemokraterna    | Trafiklandstingsråd                                                                   | 5 november 2002–6 november 2006 |
|      |      | Lars Dahlberg         | Socialdemokraterna    | Personallandstingsråd                                                                 | 5 november 2002–6 november 2006 |
|      |      | Birgitta Sevefjord    | Vänsterpartiet        | Sjukvårdslandstingsråd                                                                | 5 november 2002–6 november 2006 |
|      |      | Bengt Cedrenius       | Miljöpartiet          | Miljö- och hållbarhetslandstingsråd, 50%                                              | 5 november 2002–6 november 2006 |
|      |      | Chris Heister         | Moderaterna           | Oppositionslandstingsråd Landstingsstyrelsens andre vice ordförande                   | 5 november 2002–6 november 2006 |
|      |      | Christer G Wennerholm | Moderaterna           | Oppositionslandstingsråd                                                              | 5 november 2002–6 november 2006 |
|      |      | Birgitta Rydberg      | Liberalerna           | Oppositionslandstingsråd                                                              | 5 november 2002–6 november 2006 |
|      |      | Maria Wallhager       | Liberalerna           | Oppositionslandstingsråd, 50%                                                         | 5 november 2002–6 november 2006 |
|      |      | Stig Nyman            | Kristdemokraterna     | Oppositionslandstingsråd, 50%                                                         | 5 november 2002–6 november 2006 |

Källa:

## 2006-2010
12 landstingsråd.
8 med föredragningsskyldighet: 4 m, 2 l, 1 kd, 1 c
4 utan föredragningsskyldighet: 3 s, 0,5 mp, 0,5 v
| Namn | Namn | Namn                     | Politisk tillhörighet | Titel                                                                 | Ämbetsperiod                     |
| ---- | ---- | ------------------------ | --------------------- | --------------------------------------------------------------------- | -------------------------------- |
|      |      | Chris Heister            | Moderaterna           | Finanslandstingsråd Landstingsstyrelsens ordförande                   | 7 november 2006–29 februari 2008 |
|      |      | Catharina Elmsäter-Svärd | Moderaterna           | Finanslandstingsråd Landstingsstyrelsens ordförande                   | 1 mars 2008–12 november 2010     |
|      |      | Christer G Wennerholm    | Moderaterna           | Trafiklandstingsråd Landstingsstyrelsens förste vice ordförande       | 7 november 2006–12 november 2010 |
|      |      | Filippa Reinfeldt        | Moderaterna           | Sjukvårdslandstingsråd                                                | 7 november 2006–12 november 2010 |
|      |      | Lars Joakim Lundquist    | Moderaterna           | Biträdande sjukvårdslandstingsråd                                     | 7 november 2006–12 november 2010 |
|      |      | Birgitta Rydberg         | Liberalerna           | Biträdande finanslandstingsråd, landstingsråd för egen sjukvårdsdrift | 7 november 2006–12 november 2010 |
|      |      | Maria Wallhager          | Liberalerna           | Biträdande sjukvårdslandstingsråd                                     | 7 november 2006–12 november 2010 |
|      |      | Stig Nyman               | Kristdemokraterna     | Biträdande finanslandstingsråd, landstingsråd för FOU                 | 7 november 2006–12 november 2010 |
|      |      | Gustav Andersson         | Centerpartiet         | Biträdande sjukvårdslandstingsråd                                     | 7 november 2006–12 november 2010 |
|      |      | Ingela Nylund Watz       | Socialdemokraterna    | Oppositionslandstingsråd Landstingsstyrelsens andre vice ordförande   | 7 november 2006–12 november 2010 |
|      |      | Ilija Batljan            | Socialdemokraterna    | Oppositionslandstingsråd Landstingsstyrelsens andre vice ordförande   | 1 maj 2010–12 november 2010      |
|      |      | Dag Larsson              | Socialdemokraterna    | Oppositionslandstingsråd                                              | 7 november 2006–12 november 2010 |
|      |      | Lars Dahlberg            | Socialdemokraterna    | Oppositionslandstingsråd                                              | 7 november 2006–12 november 2010 |
|      |      | Birgitta Sevefjord       | Vänsterpartiet        | Oppositionslandstingsråd, 50%                                         | 7 november 2006–12 november 2010 |
|      |      | Raymond Wigg             | Miljöpartiet          | Oppositionslandstingsråd, 50%                                         | 7 november 2006–12 november 2010 |

Källa:

## 2010-2014
13 landstingsråd.
9 med föredragningsskyldighet: 5 m, 2 l, 1 kd, 1 c
4 utan föredragningsskyldighet: 3 s, 0,5 mp, 0,5 v
| Namn | Namn | Namn                     | Politisk tillhörighet | Titel                                                                                    | Ämbetsperiod                     |
| ---- | ---- | ------------------------ | --------------------- | ---------------------------------------------------------------------------------------- | -------------------------------- |
|      |      | Torbjörn Rosdahl         | Moderaterna           | Finanslandstingsråd Landstingsstyrelsens ordförande                                      | 11 november 2010–20 oktober 2014 |
|      |      | Christer G Wennerholm    | Moderaterna           | Trafiklandstingsråd                                                                      | 11 november 2010–20 oktober 2014 |
|      |      | Filippa Reinfeldt        | Moderaterna           | Hälso- och sjukvårdslandstingsråd                                                        | 11 november 2010–20 oktober 2014 |
|      |      | Charlotte Broberg        | Moderaterna           | Biträndande finanslandstingsråd                                                          | 11 november 2010–20 oktober 2014 |
|      |      | Lars Joakim Lundquist    | Moderaterna           | Biträdande hälso- och sjukvårdslandstingsråd Landstingsstyrelsens förste vice ordförande | 11 november 2010–20 oktober 2014 |
|      |      | Paul Lindquist           | Moderaterna           | Fastighets- och investeringslandstingsråd                                                | 11 november 2010–20 oktober 2014 |
|      |      | Birgitta Rydberg         | Liberalerna           | Sjukvårdslandstingsråd                                                                   | 11 november 2010–20 oktober 2014 |
|      |      | Anna Starbrink           | Liberalerna           | Produktions- och personallandstingsråd                                                   | 11 november 2010–20 oktober 2014 |
|      |      | Stig Nyman               | Kristdemokraterna     | Forsknings- och äldrelandstingsråd                                                       | 11 november 2010–20 oktober 2014 |
|      |      | Gustav Andersson         | Centerpartiet         | Miljö- och skärgårdslandstingsråd                                                        | 11 november 2010–20 oktober 2014 |
|      |      | Ilija Batljan            | Socialdemokraterna    | Oppositionslandstingsråd Landstingsstyrelsens andre vice ordförande                      | 11 november 2010–3 maj 2011      |
|      |      | Helene Hellmark Knutsson | Socialdemokraterna    | Oppositionslandstingsråd Landstingsstyrelsens andre vice ordförande (fr.o.m. 4 maj 2011) | 11 november 2010–20 oktober 2014 |
|      |      | Dag Larsson              | Socialdemokraterna    | Oppositionslandstingsråd                                                                 | 11 november 2010–20 oktober 2014 |
|      |      | Erika Ullberg            | Socialdemokraterna    | Oppositionslandstingsråd                                                                 | 4 maj 2011–20 oktober 2014       |
|      |      | Birgitta Sevefjord       | Vänsterpartiet        | Oppositionslandstingsråd, 50%                                                            | 11 november 2010–20 oktober 2014 |
|      |      | Raymond Wigg             | Miljöpartiet          | Oppositionslandstingsråd, 50%                                                            | 11 november 2010–20 oktober 2014 |

Källa:

## 2014-2018
15 landstingsråd.
9 med föredragningsskyldighet: 5 m, 2 l, 1 kd, 1 c
6 utan föredragningsskyldighet: 4 s, 1 mp, 1 v
| Namn | Namn | Namn                   | Politisk tillhörighet | Titel                                                           | Ämbetsperiod                     |
| ---- | ---- | ---------------------- | --------------------- | --------------------------------------------------------------- | -------------------------------- |
|      |      | Torbjörn Rosdahl       | Moderaterna           | Finanslandstingsråd Landstingsstyrelsens ordförande             | 21 oktober 2014–31 december 2016 |
|      |      | Iréne Svenonius        | Moderaterna           | Finanslandstingsråd Landstingsstyrelsens ordförande             | 1 januari 2017–22 oktober 2018   |
|      |      | Kristoffer Tamsons     | Moderaterna           | Trafiklandstingsråd                                             | 21 oktober 2014–22 oktober 2018  |
|      |      | Peter Carpelan         | Moderaterna           | Forsknings- och personallandstingsråd                           | 21 oktober 2014–22 oktober 2018  |
|      |      | Marie Ljungberg Schött | Moderaterna           | Sjukvårdslandstingsråd                                          | 21 oktober 2014–22 oktober 2018  |
|      |      | Paul Lindquist         | Moderaterna           | Fastighets- och investeringslandstingsråd                       | 21 oktober 2014–22 oktober 2018  |
|      |      | Anna Starbrink         | Liberalerna           | Hälso- och sjukvårdsregionråd                                   | 21 oktober 2014–22 oktober 2018  |
|      |      | Daniel Forslund        | Liberalerna           | Innovationslandstingsråd                                        | 21 oktober 2014–22 oktober 2018  |
|      |      | Ella Bohlin            | Kristdemokraterna     | Barn- och äldrelandstingsråd                                    | 21 oktober 2014–22 oktober 2018  |
|      |      | Gustav Hemming         | Centerpartiet         | Miljö-, skärgårds- och regionplanelandstingsråd                 | 21 oktober 2014–22 oktober 2018  |
|      |      | Erika Ullberg          | Socialdemokraterna    | Oppositionslandstingsråd Regionstyrelsens andre vice ordförande | 21 oktober 2014–22 oktober 2018  |
|      |      | Dag Larsson            | Socialdemokraterna    | Oppositionslandstingsråd                                        | 21 oktober 2014–22 oktober 2018  |
|      |      | Jens Sjöström          | Socialdemokraterna    | Oppositionslandstingsråd                                        | 21 oktober 2014–22 oktober 2018  |
|      |      | Nanna Wikholm          | Socialdemokraterna    | Oppositionslandstingsråd                                        | 21 oktober 2014–14 december 2015 |
|      |      | Talla Alkurdi          | Socialdemokraterna    | Oppositionslandstingsråd                                        | 15 december 2015–22 oktober 2018 |
|      |      | Susanne Nordling       | Miljöpartiet          | Oppositionslandstingsråd                                        | 21 oktober 2014–22 oktober 2018  |
|      |      | Håkan Jörnehed         | Vänsterpartiet        | Oppositionslandstingsråd                                        | 21 oktober 2014–22 oktober 2018  |

Källa:

## 2018-2022
12 landstingsråd. Den 1 januari 2019 bytte landstingsråd benämning till regionråd.
8 med föredragningsskyldighet: 4 m, 1 kd, 1 l, 1 c, 1 mp
4 utan föredragningsskyldighet: 3 s, 1 v
| Namn | Namn | Namn               | Politisk tillhörighet | Titel                                                                                             | Ämbetsperiod                      |
| ---- | ---- | ------------------ | --------------------- | ------------------------------------------------------------------------------------------------- | --------------------------------- |
|      |      | Iréne Svenonius    | Moderaterna           | Finansregionråd Regionstyrelsens ordförande                                                       | 23 oktober 2018–17 oktober 2022   |
|      |      | Kristoffer Tamsons | Moderaterna           | Trafikregionråd                                                                                   | 23 oktober 2018–17 oktober 2022   |
|      |      | Tobias Nässén      | Moderaterna           | Vård- och valfrihetsregionråd                                                                     | 23 oktober 2018–17 oktober 2022   |
|      |      | Charlotte Broberg  | Moderaterna           | Fastighets- och serviceregionråd                                                                  | 23 oktober 2018–17 oktober 2022   |
|      |      | Ella Bohlin        | Kristdemokraterna     | Vårdutvecklingsregionråd                                                                          | 23 oktober 2018–8 februari 2021   |
|      |      | Désirée Pethrus    | Kristdemokraterna     | Vårdutvecklingsregionråd                                                                          | 9 februari 2021–17 oktober 2022   |
|      |      | Anna Starbrink     | Liberalerna           | Hälso- och sjukvårdsregionråd                                                                     | 23 oktober 2018–17 oktober 2022   |
|      |      | Gustav Hemming     | Centerpartiet         | Tillväxt-, samhällsplanerings- och skärgårdslandstingsråd Regionstyrelsens förste vice ordförande | 23 oktober 2018–17 oktober 2022   |
|      |      | Tomas Eriksson     | Miljöpartiet          | Miljö- och kollektivtrafiklandstingsråd                                                           | 2 mars 2020–                      |
|      |      | Erika Ullberg      | Socialdemokraterna    | Oppositionslandstingsråd Regionstyrelsens andre vice ordförande                                   | 23 oktober 2018–17 september 2019 |
|      |      | Aida Hadzialic     | Socialdemokraterna    | Oppositionsregionråd Regionstyrelsens andre vice ordförande                                       | 18 september 2019–17 oktober 2022 |
|      |      | Talla Alkurdi      | Socialdemokraterna    | Oppositionsregionråd                                                                              | 23 oktober 2018–17 oktober 2022   |
|      |      | Jens Sjöström      | Socialdemokraterna    | Oppositionsregionråd                                                                              | 23 oktober 2018–17 oktober 2022   |
|      |      | Anna Sehlin        | Vänsterpartiet        | Oppositionsregionråd                                                                              | 23 oktober 2018–17 oktober 2022   |

Källa:

## 2022-2026
12 regionråd
7 med föredragningsskyldighet: 4 s, 2 c, 1 mp
5 utan föredragningsskyldighet: 2 m, 2 v, 1 sd, 0,75 kd, 0,75 l
Regionråd för mandatperioden 2022–2026 valdes på regionfullmäktiges sammanträde den 18 oktober 2022. Aida Hadzialic (s) utsågs till finansregionråd i en koalition bestående av Socialdemokraterna, Centerpartiet och Miljöpartiet, med stöd från Vänsterpartiet.
| Namn | Namn | Namn                  | Politisk tillhörighet | Titel                                                       | Ämbetsperiod                    |
| ---- | ---- | --------------------- | --------------------- | ----------------------------------------------------------- | ------------------------------- |
|      |      | Aida Hadzialic        | Socialdemokraterna    | Finansregionråd Regionstyrelsens ordförande                 | 18 oktober 2022–                |
|      |      | Talla Alkurdi         | Socialdemokraterna    | Hälso- och sjukvårdsregionråd                               | 18 oktober 2022–                |
|      |      | Jens Sjöström         | Socialdemokraterna    | Investeringsregionråd                                       | 18 oktober 2022–                |
|      |      | Robert Johansson      | Socialdemokraterna    | Personalregionråd                                           | 18 oktober 2022–                |
|      |      | Gustav Hemming        | Centerpartiet         | Klimat-, infrastruktur- och skärgårdsregionråd              | 18 oktober 2022–4 december 2024 |
|      |      | Michaela Haga         | Centerpartiet         | Klimat-, infrastruktur- och skärgårdsregionråd              | 10 december 2024–               |
|      |      | Christine Lorne       | Centerpartiet         | Primärvårdsregionråd                                        | 18 oktober 2022–                |
|      |      | Anton Fendert         | Miljöpartiet          | Trafikregionråd                                             | 18 oktober 2022–                |
|      |      | Iréne Svenonius       | Moderaterna           | Oppositionsregionråd Regionstyrelsens andre vice ordförande | 18 oktober 2022–                |
|      |      | Kristoffer Tamsons    | Moderaterna           | Oppositionsregionråd                                        | 18 oktober 2022–                |
|      |      | Anna Sehlin           | Vänsterpartiet        | Oppositionsregionråd, 50%                                   | 18 oktober 2022–                |
|      |      | Jonas Lindberg        | Vänsterpartiet        | Oppositionsregionråd, 50%                                   | 18 oktober 2022–                |
|      |      | Msciwoj Swigon        | Sverigedemokraterna   | Oppositionsregionråd                                        | 18 oktober 2022–                |
|      |      | Désirée Pethrus       | Kristdemokraterna     | Oppositionsregionråd, 75%                                   | 18 oktober 2022–                |
|      |      | Amelie Tarschys Ingre | Liberalerna           | Oppositionsregionråd, 75%                                   | 18 oktober 2022–                |

Källa: